# グリーゼ440
グリーゼ440 (Gliese 440, Gl 440, GJ 440) は太陽系から15光年の位置にある白色矮星で、核融合反応でエネルギーを生産せず、余熱で輝く天体である。WD-1142-645とも呼ばれる。スペクトル型がDQに分類される珍しいタイプの白色矮星で、スペクトルに炭素原子や炭素分子の兆候を見出せる。現在、知られている中では、シリウスB、プロキオンB、ヴァン・マーネン星に次いで4番目に地球に近い白色矮星である。

## 概要
グリーゼ440の現在の質量は太陽の0.75倍だが、かつて主系列星だった頃には太陽の4.4倍の質量があり、当時のスペクトル型はB4~B9型だったと考えられている。質量の大部分は恒星の進化の最終段階に当たる漸近巨星分枝星段階で失われ、現在のような白色矮星になった。白色矮星になってから、約14億年が経過しているとされている。
また、グリーゼ440はウォルフ219運動星団のメンバーの可能性がある。この星団に含まれる天体としては7つが候補に挙がっているが、これらは類似した空間運動を持っているため、一箇所で同時に誕生したことが示唆されている。星団は160km/sの速度で、銀河系の中心をつぶれた楕円軌道で周回している。
ハッブル宇宙望遠鏡で伴星の探査が行われたが、検出可能な天体は存在しなかった。